# Cormorant Island (British Columbia)
Cormorant Island ist eine Insel zwischen dem Festland der kanadischen Provinz British Columbia und der vorgelagerten Insel Vancouver Island. Cormorant Island gehört zur Inselgruppe des Broughton-Archipels und liegt im Regional District of Mount Waddington.
Die Geschichte der Besiedlung reicht dabei weiter zurück als nur die Betrachtung durch die der europäischen Siedler, da vor deren Ansiedlung das Gebiet schon Siedlungs- und Jagdgebiet der First Nations war. Hauptsächlich siedelten hier Angehörige vom Volk der 'Namgis, die zu den Kwakwaka'wakw gehören. Im Westen der Insel befindet sich heute ein etwas mehr als 74 Hektar großes Indianerreservat („Alert Bay 1“) der 'Namgis.
Bevölkerungsschwerpunkt und Zentrum der Insel ist das östlich an der Südküste gelegene Alert Bay. In dem Dorf befindet sich auch der Fähranleger der Insel. Von hier verkehren mehrmals täglich die Fähren von BC Ferries nach Port McNeill auf Vancouver Island. Bei Alert Bay findet sich neben einem kleinen Regionalflughafen, dem Alert Bay Flughafen (IATA-Code: YAL, ICAO-Code: CYAL), auch ein Wasserflughafen, das „Alert Bay Water Aerodrome“ (TC-LID: CBC3).

## Lage
Die Insel liegt am östlichen Ende der Königin-Charlotte-Straße. Innerhalb der Inselgruppe des Broughton-Archipels liegt die Insel im Südwesten. Südlich der Insel, durch die Broughton-Straße getrennt, liegt Vancouver Island. Nördlich liegt, getrennt durch den Cormorant Channel, Malcolm Island mit Sointula,  während östlich die Pearse Islands mit dem Cormorant Channel Marine Provincial Park liegen. Die Gewässer östlich davon gehören zur Johnstone-Straße.

## Namensherkunft
Die Insel wurde benannt nach der Sloop HMS Cormorant der Royal Navy, dem ersten Schaufelraddampfer in diesen Gewässern.